# Georges Niculy Limbery
 (mai 2020).
Si vous disposez d'ouvrages ou d'articles de référence ou si vous connaissez des sites web de qualité traitant du thème abordé ici, merci de compléter l'article en donnant les références utiles à sa vérifiabilité et en les liant à la section « Notes et références ».
Georges Niculy, dit Ali Limbéry (né en 1805 à Tunis et mort en 1862 à Constantine) est un interprète judiciaire et écrivain français.

## Œuvres
- Histoire de la prise de Constantine par les Arabes d'Orient en l'année 654 de Jésus-Christ, 1870
- Le Traité de Marseille, inscription phénico-punique trouvée à Marseille en 1845, contenant un traité d'alliance et de commerce entre Marseille et Carthage. Traduction en hébreu et en français, 1846